# René Ménard (architecte)
 (février 2012).
Si vous disposez d'ouvrages ou d'articles de référence ou si vous connaissez des sites web de qualité traitant du thème abordé ici, merci de compléter l'article en donnant les références utiles à sa vérifiabilité et en les liant à la section « Notes et références ».
Pour les articles homonymes, voir René Ménard et Ménard.
René Charles Ménard est un architecte français né le 13 octobre 1876 à Nantes et mort dans la même ville le 2 février 1958.
Il fut surtout connu pour être l'architecte du Mémorial de la Grande Guerre de Sainte-Anne-d'Auray à la mémoire des 240 000 Bretons morts pour la France durant la Première Guerre mondiale.

## Biographie

### Jeunesse et début de carrière
René Ménard est issu d’une famille d'artistes nantais. Son père, René Michel Ménard (1843–1895), architecte réputé, avait construit plusieurs églises en Loire-Atlantique, notamment celle de l'église Notre-Dame de Clisson, ou en Vendée, comme l'église Sainte-Radegonde de La Bruffière à La Bruffière. Il avait également dirigé la restauration de la basilique Notre-Dame-du-Roncier de Josselin dans le Morbihan. Son grand-père, Louis Charles René Ménard (1810–1866) avait été sculpteur, de même que son grand-oncle Amédée Ménard (1805–1879) et son arrière-grand-père maternel, Thomas Louis (1792–1856).
Après de brillantes études secondaires à l'externat des Enfants-Nantais, ayant obtenu un double baccalauréat à 17 ans, René Ménard s'orienta tout naturellement vers le métier d'architecte et fut admis à l'école des beaux-arts de Paris. Mais, alors qu'il y achevait sa première année d'études, son père et son frère cadet allaient être emportés en quelques jours par une épidémie de choléra. Sa mère se retrouvait veuve à 43 ans, sans grandes ressources et avec sept autres enfants à charge. Le jeune homme crut bien devoir interrompre ses études à Paris, mais l'associé de son père accepta de lui garder une place au cabinet jusqu'à ce qu'il obtienne son diplôme d’architecte.
Celui-ci obtenu, René Ménard revint à Nantes et fut bientôt chargé d'achever les chantiers entrepris par son père. En 1902, il épousait Félicité Rialan, la fille cadette d'un assureur nantais d'origine morbihanaise, et qui devait lui donner trois filles. En 1904, il est mandaté pour assurer la construction de l'actuelle église Saint-Martin de Belligné.
Le premier grand projet qui lui fut confié par le marquis Henri de la Ferronays fut la reconstruction du château de Saint-Mars-la-Jaille. Il entreprit d'abord la restauration des pavillons XVIIIe siècle, la remise en état du parc et la construction des dépendances, mais la Première Guerre mondiale devait interrompre les travaux. La paix revenue, Henri de la Ferronnays abandonna ce projet devenu trop onéreux. À cette époque, René Ménard mena à bien également la construction des châteaux de Brocéliande et du Pas-du-Houx, en forêt de Paimpont, construits dans les années 1910, le premier pour Joseph Guillet de la Brosse[source insuffisante] et le second pour la sœur de ce dernier, Cécile[source insuffisante]. Il assura également l'agrandissement du château du Grand Néan, près de Muzillac.
Pendant la Grande Guerre, mobilisé à Nantes dans le service auxiliaire du Génie, il put continuer à expédier les affaires courantes de son cabinet, sauf durant l'année 1917, où il fut chargé d'aménager le château de Mirambeau (Charente-Maritime) en hôpital militaire pour les troupes américaines. Il construit également durant cette période le bâtiment administratif des Ateliers et chantiers de la Loire (actuelle Maison des Hommes et des Techniques).
Avant et après guerre, il obtint de nombreuses commandes du papetier René Bolloré,, grand-père paternel de l'industriel Vincent Bolloré : agrandissement en 1911 de son manoir d'Odet sur la commune d'Ergué-Gabéric, près de Quimper en Finistère, construction en 1917 d'un village d'ingénieurs et d'ouvriers de papeterie à Keranna, toujours à Ergué-Gabéric, élévation d'une chapelle privée en 1921. Les chantiers d'églises gardaient sa préférence, tant à Saint-Brevin-les-Pins qu'à Pornichet, Orvault ou Saint-André-des-Eaux, et surtout à la basilique Notre-Dame-du-Roncier de Josselin dans le Morbihan. En 1921, il se vit refuser un projet qu'il avait soumis au concours organisé pour la construction d'une basilique jouxtant le monastère de la Visitation d'Annecy, qui était destinée à recevoir les tombeaux de saint François de Sales et de sainte Jeanne de Chantal. Il conçoit à La Baule-Escoublac la villa balnéaire Ti Dous vers 1925.

### Mémorial de la Grande Guerre
En revanche, c'est à l'issue du concours organisé par les évêques entre tous les architectes bretons pour la construction à Sainte-Anne-d'Auray d'un mémorial « à la mémoire des 240 000 Bretons morts » pour la France durant le premier conflit mondial, que son projet, inspiré par l'art breton des XVIe et XVIIe siècles fut retenu le 16 avril 1922. À ce « monument de foi bretonne » il consacra quinze années de sa vie, entraînant dans son enthousiasme sa femme — qui broda entièrement à la main la grande nappe de l'autel consacré en 1937 — et ses filles, Michèle — qui fut sa secrétaire avant son mariage en 1927 — et Marie-Antoinette — qui devait succéder à sa sœur aînée et dessiner le carton du vitrail central de la crypte —. Il sut constituer autour de lui une équipe d'artistes et d'artisans tout aussi enthousiastes : les sculpteurs Xavier de Langlais et Jules-Charles Le Bozec, ainsi que l'entrepreneur Francis Huchet.

### Église Sainte-Thérèse de Nantes
L'autre grand chantier de la fin de sa vie fut la construction de l'église Sainte-Thérèse de Nantes, qu'il conçut en briques et en béton avec la collaboration de son confrère Maurice Ferré. Ils construiront également ensemble l'ancienne église Saint-Georges des Batignolles), à l'image des églises franciscaines d'Ombrie et de celle de Notre-Dame de Clisson, bâtie par son père. Mais, interrompue par la Seconde Guerre mondiale et l'occupation allemande, cette construction de l'église Sainte-Thérèse ne put, à son grand regret, jamais être totalement achevée.

### Consécration et dernières années
Quand fut créé l'Ordre des architectes, il fut aussitôt élu président du conseil régional de l'ordre, puis membre de l'Académie d'architecture. Il devait être nommé en 1950 chevalier de l'ordre de la Légion d'honneur. L'une de ses dernières grandes joies d'architecte fut la bénédiction de la flèche de la basilique Notre-Dame-du-Roncier de Josselin, qui achevait ainsi l'œuvre de restauration entreprise par son père. 
René Ménard est mort à Nantes le 2 février 1958.

## Distinctions
- Chevalier de la Légion d'honneur (1950)